# SX Большого Пса
SX Большого Пса (лат. SX Canis Majoris) — двойная затменная переменная звезда типа Алголя (EA) в созвездии Большого Пса на расстоянии приблизительно 1726 световых лет (около 529 парсеков) от Солнца. Видимая звёздная величина звезды — от +10,84m до +9,87m. Орбитальный период — около 1,6243 суток.

## Характеристики
Первый компонент — белая звезда спектрального класса A5:.